# Giải vô địch bóng đá U-19 châu Á 2012
Giải vô địch bóng đá U-19 châu Á 2012 (tiếng Anh: 2012 AFC U-19 Championship) là lần thứ 37 giải đấu được tổ chức bởi Liên đoàn bóng đá Châu Á. AFC đã chọn các tiểu vương quốc Ả Rập thống nhất (UAE) làm chủ nhà của vòng chung kết giải đấu vào ngày 23 tháng 11 năm 2011 . Bốn đội có thành tích tốt nhất giải này được giành quyền tham dự giải vô địch bóng đá U-20 thế giới 2013 tổ chức tại Thổ Nhĩ Kỳ.

## Chủ nhà
Ban tổ chức thông báo rằng Bangladesh, Iran, Palestine, Các tiểu vương quốc Ả Rập thống nhất, Uzbekistan đã bày tỏ sự quan tâm để tổ chức vòng chung kết giải đấu.
Quyết định của Ủy ban và các hiệp hội thành viên là nên chọn quốc gia có đội tuyển vượt qua vòng loại để tổ chức vòng chung kết. Quyết định về việc lựa chọn đội chủ nhà được đưa ra trong cuộc họp của Ủy ban vào ngày 23 tháng 11 năm 2011 dựa trên kết quả của vòng loại.

## Địa điểm thi đấu
| Thành phố      | Sân vận động                     | Sức chứa |
| -------------- | -------------------------------- | -------- |
| Fujairah       | Sân vận động Câu lạc bộ Fujairah | 5.000    |
| Ras al-Khaimah | Sân vận động Câu lạc bộ Emirates | 3.000    |

## Vòng loại
Lễ bốc thăm vòng loại được tổ chức vào ngày 30 tháng 3 năm 2011.

### Các đội vượt qua vòng loại
| - Úc - Trung Quốc - Iran - Iraq | - Nhật Bản - Jordan - CHDCND Triều Tiên - Hàn Quốc | - Kuwait - Qatar - Ả Rập Xê Út - Syria | - Thái Lan - UAE - Uzbekistan - Việt Nam |

## Bốc thăm
Lễ bốc thăm cho vòng chung kết được tổ chức vào ngày 13 tháng 5 năm 2012 tại Dubai, UAE.
| Nhóm 1 (chủ nhà & hạt giống)            | Nhóm 2                                           | Nhóm 3                             | Nhóm 4                         |
| --------------------------------------- | ------------------------------------------------ | ---------------------------------- | ------------------------------ |
| UAE · CHDCND Triều Tiên · Úc · Hàn Quốc | Ả Rập Xê Út · Nhật Bản · Uzbekistan · Trung Quốc | Syria · Iran · Việt Nam · Thái Lan | Jordan · Iraq · Qatar · Kuwait |

## Vòng bảng
Thời gian được tính theo múi giờ UTC+04:00.

### Bảng A
| VT | Đội      | ST | T | H | B | BT | BB | HS | Đ |
| -- | -------- | -- | - | - | - | -- | -- | -- | - |
| 1  | Iran     | 3  | 2 | 1 | 0 | 9  | 1  | +8 | 7 |
| 2  | Nhật Bản | 3  | 1 | 1 | 1 | 1  | 2  | −1 | 4 |
| 3  | UAE (H)  | 3  | 0 | 3 | 0 | 2  | 2  | 0  | 3 |
| 4  | Kuwait   | 3  | 0 | 1 | 2 | 1  | 8  | −7 | 1 |

Ghi chú: (H) − Chủ nhà
| UAE          | 1–1      | Kuwait         |
| ------------ | -------- | -------------- |
| - Rashid 34' | Chi tiết | - Al-Fahad 46' |

| Nhật Bản | 0–2      | Iran                     |
| -------- | -------- | ------------------------ |
|          | Chi tiết | - Barzay 2' - Fazeli 56' |

| Kuwait | 0–1      | Nhật Bản        |
| ------ | -------- | --------------- |
|        | Chi tiết | - Iwanami 45+2' |

| Iran              | 1–1      | UAE         |
| ----------------- | -------- | ----------- |
| - Jahanbakhsh 69' | Chi tiết | - Saeed 83' |

| UAE | 0–0      | Nhật Bản |
| --- | -------- | -------- |
|     | Chi tiết |          |

| Iran                                                                           | 6–0      | Kuwait |
| ------------------------------------------------------------------------------ | -------- | ------ |
| - Mashaeizadeh 28' - Pahlavan 53' - Azmoun 58' - Fazeli 65', 78' - Cheshmi 75' | Chi tiết |        |

### Bảng B
| VT | Đội        | ST | T | H | B | BT | BB | HS | Đ |
| -- | ---------- | -- | - | - | - | -- | -- | -- | - |
| 1  | Iraq       | 3  | 2 | 1 | 0 | 5  | 1  | +4 | 7 |
| 2  | Hàn Quốc   | 3  | 2 | 1 | 0 | 3  | 1  | +2 | 7 |
| 3  | Thái Lan   | 3  | 1 | 0 | 2 | 3  | 6  | –3 | 3 |
| 4  | Trung Quốc | 3  | 0 | 0 | 3 | 2  | 5  | −3 | 0 |

| Hàn Quốc | 0–0      | Iraq |
| -------- | -------- | ---- |
|          | Chi tiết |      |

| Trung Quốc      | 1–2      | Thái Lan                        |
| --------------- | -------- | ------------------------------- |
| Feng Gang 90+1' | Chi tiết | Notechaiya 84' · Thongkruea 87' |

| Iraq                  | 2–1      | Trung Quốc     |
| --------------------- | -------- | -------------- |
| Abdul-Raheem 43', 62' | Chi tiết | Wu Xinghan 38' |

| Thái Lan      | 1–2      | Hàn Quốc                              |
| ------------- | -------- | ------------------------------------- |
| Puangchan 64' | Chi tiết | Heo Yong-joon 22' · Kim Seung-jun 72' |

| Hàn Quốc           | 1–0      | Trung Quốc |
| ------------------ | -------- | ---------- |
| Moon Chang-Jin 80' | Chi tiết |            |

| Thái Lan | 0–3      | Iraq                                               |
| -------- | -------- | -------------------------------------------------- |
|          | Chi tiết | Hattab 11' (ph.đ.) · Shokan 49' · Abdul-Raheem 52' |

### Bảng C
| VT | Đội               | ST | T | H | B | BT | BB | HS  | Đ |
| -- | ----------------- | -- | - | - | - | -- | -- | --- | - |
| 1  | Uzbekistan        | 3  | 2 | 1 | 0 | 8  | 2  | +6  | 7 |
| 2  | Jordan            | 3  | 1 | 2 | 0 | 8  | 5  | +3  | 5 |
| 3  | CHDCND Triều Tiên | 3  | 1 | 1 | 1 | 6  | 3  | +3  | 4 |
| 4  | Việt Nam          | 3  | 0 | 0 | 3 | 2  | 14 | −12 | 0 |

| CHDCND Triều Tiên | 1–1      | Jordan      |
| ----------------- | -------- | ----------- |
| Ri Ji-Song 76'    | Chi tiết | Qwaider 90' |

| Uzbekistan                                      | 4–0      | Việt Nam |
| ----------------------------------------------- | -------- | -------- |
| Fomin 28' · Sergeev 45+1', 79' · Khakimov 90+1' | Chi tiết |          |

| Jordan                               | 2–2      | Uzbekistan                |
| ------------------------------------ | -------- | ------------------------- |
| Fadi Awad 49' · Rakhmanov 65' (l.n.) | Chi tiết | Sergeev 60' (ph.đ.) 90+3' |

| Việt Nam | 0–5      | CHDCND Triều Tiên                                                                                |
| -------- | -------- | ------------------------------------------------------------------------------------------------ |
|          | Chi tiết | Kang Nam-Gwon 3' · Pak Myong-Song 22' · Jong Kwang-Sok 62' · Jang Kuk-Chol 75' · Kim Ju-Song 82' |

| CHDCND Triều Tiên | 0–2      | Uzbekistan                         |
| ----------------- | -------- | ---------------------------------- |
|                   | Chi tiết | Sergeev 79' (ph.đ.) · Khakimov 85' |

| Việt Nam                              | 2–5      | Jordan                                                           |
| ------------------------------------- | -------- | ---------------------------------------------------------------- |
| Xuân Nam 54' · Thanh Hiền 85' (ph.đ.) | Chi tiết | Qwaider 52', 87' · Al-Bashtawi 64' · Rateb 73' · Al-Essawi 90+1' |

### Bảng D
| VT | Đội         | ST | T | H | B | BT | BB | HS | Đ |
| -- | ----------- | -- | - | - | - | -- | -- | -- | - |
| 1  | Úc          | 3  | 1 | 2 | 0 | 3  | 2  | +1 | 5 |
| 2  | Syria       | 3  | 1 | 1 | 1 | 7  | 4  | +3 | 4 |
| 3  | Ả Rập Xê Út | 3  | 1 | 1 | 1 | 6  | 8  | −2 | 4 |
| 4  | Qatar       | 3  | 1 | 0 | 2 | 4  | 6  | −2 | 3 |

| Úc          | 1–0      | Qatar |
| ----------- | -------- | ----- |
| Gameiro 11' | Chi tiết |       |

| Ả Rập Xê Út      | 1–5      | Syria                                         |
| ---------------- | -------- | --------------------------------------------- |
| A. Al-Shehri 30' | Chi tiết | Maowas 8', 14', 69' · Al-Taki 10' · Salem 86' |

| Qatar                       | 2–4      | Ả Rập Xê Út                                               |
| --------------------------- | -------- | --------------------------------------------------------- |
| Mohamed 20' · Al Yazidi 71' | Chi tiết | S. Al-Shehri 8' · Al-Muwallad 16', 56' · A. Al-Shehri 34' |

| Syria      | 1–1      | Úc          |
| ---------- | -------- | ----------- |
| Maowas 74' | Chi tiết | Gameiro 81' |

| Úc            | 1–1      | Ả Rập Xê Út     |
| ------------- | -------- | --------------- |
| Gameiro 90+1' | Chi tiết | Al-Muwallad 57' |

| Syria              | 1–2      | Qatar              |
| ------------------ | -------- | ------------------ |
| Maowas 68' (ph.đ.) | Chi tiết | Alaaeldin 44', 49' |

## Vòng đấu loại trực tiếp

### Sơ đồ
|  | Tứ kết                                | Tứ kết                                |                                       |       | Bán kết | Bán kết |  |  | Chung kết | Chung kết |
|  |                                       |                                       |                                       |       |         |         |  |  |           |           |
|  | 11 tháng 11 năm 2012 – Ras al-Khaimah |                                       |                                       |       |         |         |  |  |           |           |
|  |                                       |                                       |                                       |       |         |         |  |  |           |           |
|  | Iran                                  | 1                                     |                                       |       |         |         |  |  |           |           |
|  | Iran                                  | 1                                     | 14 tháng 11 năm 2012 – Ras al-Khaimah |       |         |         |  |  |           |           |
|  | Hàn Quốc                              | 4                                     |                                       |       |         |         |  |  |           |           |
|  | Hàn Quốc                              | 4                                     | Hàn Quốc                              | 3     |         |         |  |  |           |           |
|  | 11 tháng 11 năm 2012 – Fujairah       |                                       | Hàn Quốc                              | 3     |         |         |  |  |           |           |
|  |                                       |                                       | Uzbekistan                            | 1     |         |         |  |  |           |           |
|  | Uzbekistan (p.)                       | 2 (3)                                 | Uzbekistan                            | 1     |         |         |  |  |           |           |
|  | Uzbekistan (p.)                       | 2 (3)                                 | 17 tháng 11 năm 2012 – Ras al-Khaimah |       |         |         |  |  |           |           |
|  | Syria                                 | 2 (0)                                 |                                       |       |         |         |  |  |           |           |
|  | Syria                                 | 2 (0)                                 | Hàn Quốc (p.)                         | 1 (4) |         |         |  |  |           |           |
|  | 11 tháng 11 năm 2012 – Ras al-Khaimah |                                       | Hàn Quốc (p.)                         | 1 (4) |         |         |  |  |           |           |
|  |                                       | Iraq                                  | 1 (1)                                 |       |         |         |  |  |           |           |
|  | Iraq                                  | Iraq                                  | 1 (1)                                 | 2     |         |         |  |  |           |           |
|  | Iraq                                  | 14 tháng 11 năm 2012 – Ras al-Khaimah |                                       | 2     |         |         |  |  |           |           |
|  | Nhật Bản                              | 1                                     |                                       |       |         |         |  |  |           |           |
|  | Nhật Bản                              | 1                                     | Iraq                                  | 2     |         |         |  |  |           |           |
|  | 11 tháng 11 năm 2012 – Fujairah       |                                       | Iraq                                  | 2     |         |         |  |  |           |           |
|  |                                       |                                       | Úc                                    | 0     |         |         |  |  |           |           |
|  | Úc                                    | 3                                     | Úc                                    | 0     |         |         |  |  |           |           |
|  | Úc                                    | 3                                     |                                       |       |         |         |  |  |           |           |
|  | Jordan                                | 0                                     |                                       |       |         |         |  |  |           |           |
|  | Jordan                                | 0                                     |                                       |       |         |         |  |  |           |           |
|  |                                       |                                       |                                       |       |         |         |  |  |           |           |

### Tứ kết
Đội thắng giành quyền tham dự Giải vô địch bóng đá U-20 thế giới 2013.
| Uzbekistan                       | 2–2      | Syria                             |
| -------------------------------- | -------- | --------------------------------- |
| Sergeev 44' · Tashpulatov 76'    | Chi tiết | Mido 38' · Al-Mawas 45+2' (ph.đ.) |
| Loạt sút luân lưu                |          |                                   |
| Kozak · Sabirkhodjaev · Khakimov | 3–0      | Al Kaddour · Mobayed · Al-Mawas   |

| Iran            | 1–4      | Hàn Quốc                                                                           |
| --------------- | -------- | ---------------------------------------------------------------------------------- |
| Jahanbakhsh 29' | Chi tiết | Moon Chang-Jin 2' · Lee Gwang-Hoon 49' · Kim Seung-jun 81' · Kwon Chang-Hoon 90+5' |

| Úc                    | 3–0      | Jordan |
| --------------------- | -------- | ------ |
| Gameiro 10', 55', 83' | Chi tiết |        |

| Iraq                   | 2–1      | Nhật Bản   |
| ---------------------- | -------- | ---------- |
| Shokan 34' · Adnan 53' | Chi tiết | Yajima 48' |

### Bán kết
| Hàn Quốc                                            | 3–1      | Uzbekistan  |
| --------------------------------------------------- | -------- | ----------- |
| Kang Sang-Woo 51', 76' · Moon Chang-Jin 61' (ph.đ.) | Chi tiết | Sergeev 66' |

| Iraq                          | 2–0      | Úc |
| ----------------------------- | -------- | -- |
| Abdul-Raheem 60' · Kadhim 85' | Chi tiết |    |

### Chung kết
| Hàn Quốc                                                  | 1–1      | Iraq                         |
| --------------------------------------------------------- | -------- | ---------------------------- |
| Moon Chang-Jin 90+2'                                      | Chi tiết | Abdul-Raheem 35'             |
| Loạt sút luân lưu                                         |          |                              |
| Kim Sun-Woo · Ryu Seung-Woo · Sim Sang-min · Woo Joo-Sung | 4–1      | Hattab · Abdul-Raheem · Saif |

## Vô địch
| Giải vô địch bóng đá U-19 châu Á 2012 |
| ------------------------------------- |
| · Hàn Quốc · Lần thứ 12               |

## Cầu thủ ghi bàn
Đã có 93 bàn thắng ghi được trong 31 trận đấu, trung bình 3 bàn thắng mỗi trận đấu.
7 bàn thắng
- Igor Sergeev

6 bàn thắng
- Corey Gameiro
- Mahmoud Maowas

5 bàn thắng
- Mohannad Abdul-Raheem

4 bàn thắng
- Moon Chang-Jin

3 bàn thắng
- Hossein Fazeli
- Bilal Qwaider
- Fahad Al-Muwallad

2 bàn thắng
- Alireza Jahanbakhsh
- Mohammed Jabbar Shokan
- Kang Sang-Woo
- Kim Seung-jun
- Ahmed Alaaeldin
- Ahmed Al-Shehri
- Timur Khakimov

1 bàn thắng
- Feng Gang
- Wu Xinghan
- Sardar Azmoun
- Behnam Barzay
- Rouzbeh Cheshmi
- Valid Mashaeizadeh
- Ehsan Pahlavan
- Jawad Kadhim
- Ahmad Abbas Hattab
- Ali Adnan Kadhim
- Takuya Iwanami
- Shinya Yajima
- Laith Al-Bashtawi
- Ahmed Al-Issawi
- Fadi Awad
- Saleh Rateb
- Jang Kuk-Chol
- Jong Kwang-Sok
- Kang Nam-Gwon
- Kim Ju-Song
- Pak Myong-Song
- Ri Ji-Song
- Heo Yong-joon
- Kwon Chang-Hoon
- Lee Gwang-Hoon
- Mohammad Al-Fahad
- Saleh Bader Al Yazidi
- Musaab Khidir Mohamed
- Saleh Al-Shehri
- Adnan Al-Taki
- Hamid Mido
- Samer Salem
- Nguyễn Thanh Hiền
- Nguyễn Xuân Nam
- Perapat Notchaiya
- Thitipan Puangchan
- Woranat Thongkruea
- Saif Rashid
- Yousif Saeed
- Maksimilian Fomin
- Ihtiyor Tashpulatov

1 bàn phản lưới nhà
- Sardor Rakhmanov (trận gặp Jordan)

## Giải thưởng
- Vua phá lưới:  Igor Sergeev
- Cầu thủ xuất sắc nhất:  Mohannad Abdul-Raheem
- Thủ môn xuất sắc nhất:  Mohammed Hameed
- Đội fair play:  Iraq

## Quốc gia giành quyền dự FIFA U-20 World Cup
4 đội giành quyền tham dự 2013 FIFA U-20 World Cup.
- Úc
- Iraq
- Hàn Quốc
- Uzbekistan